# Tritlenek diantymonu
Tritlenek diantymonu, nazwa Stocka: tlenek antymonu(III), Sb
2O
3 – nieorganiczny związek chemiczny z grupy tlenków metaloidów. Stosowany w przemyśle chemicznym.
Właściwości:
- zapach: bez zapachu
- ciśnienie pary nasyconej: 1,3 hPa (574 °C), 1013 hPa (1550 °C)
- gęstość nasypowa: około 800–1300 kg/m³